# Орехов, Владимир Александрович
Владимир Александрович Орехов (1921—1997) — Гвардии полковник Советской Армии, участник Великой Отечественной войны, Герой Советского Союза (1943), Заслуженный военный летчик СССР (1967).

## Биография
Владимир Орехов родился 8 января 1921 года в Туле. Окончил восемь классов школы. В 1939 году Орехов был призван на службу в Рабоче-крестьянскую Красную Армию и был зачислен в Качинскую военную авиационную школу им. А. Мясникова, учился на одном курсе вместе с Василием Сталиным. Окончил авиашколу в марте 1940 года был направлен  в ВВС Киевского Особого военного округа  на должность младшего лётчика 87-го ИАП..
С июня 1941 года младший лейтенант  Орехов на фронтах Великой Отечественной войны в составе того же 87-го ИАП (16-я САД), летал на И-16. С августа 1941 года - пилот 434-го ИАП (22 ноября 1942 года преобразован в 32-й гвардейский истребительный авиационный полк); летал на ЛаГГ-3, Як-1, Як-7, Як-9, Ла-5 и Ла-7.
К марту 1943 года гвардии старший лейтенант Владимир Орехов командовал звеном 1-й эскадрильи 32-го гвардейского истребительного авиаполка 210-й истребительной авиадивизии 1-го истребительного авиакорпуса 3-й воздушной армии Калининского фронта. К тому времени он совершил 235 боевых вылетов, лично сбив 8 вражеских самолётов, ещё 2 уничтожил на земле.

С февраля по май 1943 года  командиром  32-го гв. иап,  в котором служил Орехов,  был полковник В. И. Сталин, несмотря на малый боевой опыт, он тоже поднимался в воздух. Летал он обычно в звене Героя Советского Союза Сергея Долгушина, ведущим второй пары. Всего совершил около 30 боевых вылетов и имел 2 личные победы. Его ведомым часто был Владимир Орехов. В одном из боёв, оторвавшись от ведомого, Василий Сталин едва не был сбит. Вот как описывает это С. Ф. Долгушин:
"Дело было между Демьянском и Старой Руссой. Мы были восьмёркой или десяткой, а немцев - около 30. Я оттягивал бой на свою территорию. Вдруг замечаю, какому - то "Яку" заходит в хвост "Фоккер" и вот - вот ударит. Я был в невыгодном положении и стрелять прицельно не мог. Даже сейчас не пойму, как я вывернул, чуть не сломал машину, но "Фоккера" из хвоста выбил. Вгляделся - на "Яке" цифра "12" - Вася. Он погнался за немцем и оторвался от "каши", а его ведомый Володька Орехов отстал от него. Бой прошёл нормально, никого не потеряли, у Василия даже пробоин нет. Когда сели, я доложил, как положено, потом отошли в сторону, и я ему высказал всё, что думал, не стесняясь в выражениях. Василий слушал, слушал, потом говорит - "Сергей, может хватит ?" -   А сам смеётся...".— КРАСНЫЕ СОКОЛЫ. СОВЕТСКИЕ ЛЁТЧИКИ 1936-1953
Указом Президиума Верховного Совета СССР от 1 мая 1943 года за «образцовое выполнение боевых заданий командования на фронте борьбы с немецкими захватчиками и проявленные при этом мужество и героизм» гвардии старший лейтенант Владимир Орехов был удостоен высокого звания Героя Советского Союза с вручением ордена Ленина и медали «Золотая Звезда» за номером 926.
20 сентября 1944 года В. Орехов уничтожил FW-190, который оказался последним самолётом противника, сбитым им во время войны. В конце декабря 1944 года Герой Советского Союза Гвардии майор Орехов был направлен на курсы повышения квалификации в Полтавскую высшую офицерскую школу штурманов ВВС Красной Армии и участия в боевых действиях против Германии уже не принимал.
После окончания школы получил назначение штурманом 246-й ИАД, которая в составе Забайкальского фронта участвовала в войне с Японией. Сопротивления противника в воздухе не было, истребители занимались штурмовкой японских войск и разведкой. Гвардии майор Орехов совершил в небе Маньчжурии 3 боевых вылета.
Всего за годы войны В. А. Орехов совершил 420 боевых вылетов, в том числе 40 - на штурмовку, 25 - на разведку, провёл 105 воздушных боев, в которых сбил 19 самолётов лично и 3 - в группе, 2 аэростата, уничтожил на земле 4 самолёта.
В послевоенное время продолжил службу в ВВС. До 1950 года служил штурманом 246-й ИАД. В 1950 - 1951 годах - командир 356-го истребительного авиационного полка 246-й ИАД 45-й Воздушной армии Забайкальского военного округа. В 1951 - 1953 годах - главный штурман 65-го истребительного авиакорпуса. В 1953 - 1959 годах - старший штурман 182-й истребительной авиационной дивизии Дальней авиации. В 1959 - 1960 годах - старший штурман 6-й Гвардейской истребительной авиационной дивизии 61-го ГвИАК  ( 24-й Воздушная армия, Группа советских войск в Германии ). В 1960 - 1968 годах -  главный штурман 61-й гвардейский истребительный авиационный Минский корпус (бывший 1-й гвардейский истребительный авиационный Минский корпус)  ( 24-й Воздушная армия, Группа советских войск в Германии ).
В 1967 году Гвардии полковнику В. А. Орехову присвоено почётное звание "Заслуженный военный лётчик СССР". За время своей лётной работы освоил около 30 типов самолётов, в том числе сверхзвуковые МиГ-21ПФМ и Су-7Б. Общий налет - 4 225 часов.
Владимир Александрович Орехов уволился в запас в 1968 году. Жил в Минске, работал в Гражданской авиации. Умер 4 февраля 1997 года, похоронен на Северном кладбище в Минске.
Был также награждён четырьмя орденами Красного Знамени, орденом Александра Невского, двумя орденами Отечественной войны 1-й степени, тремя орденами Красной Звезды и рядом медалей.